# Bathyarca frielei
Bathyarca frielei ist eine Muschel-Art aus der Familie der Archenmuscheln (Arcidae) in der Ordnung Arcida. 

## Merkmale
Das leicht ungleichklappige, nicht aufgeblähte Gehäuse ist im Umriss gerundet keilförmig. Die linke Klappe ist etwas größer als die rechte Klappe, die quasi in der linken Klappe sitzt. Die Länge der adulten Gehäuse beträgt nur etwa fünf Millimeter. Das Gehäuse ist nur wenig länger als hoch (L/H-Index = 1,3). Das Verhältnis der Länge zur Dicke (beide Klappen) (L/D-Index) beträgt 2. Der hintere Gehäuseteil ist ebenfalls nur wenig verlängert. Der niedrige Wirbel sitzt nur vor der Mitte Gesamtdorsallänge, bei etwa einem Drittel vom Vorderrand entfernt. Der Dorsalrand ist lang und gerade; es ist von oben gesehen nur ein schmales Dorsalfeld vorhanden. Am hinteren Ende geht der Dorsalrand breit gerundet in den mäßig gewölbten Hinterrand über. Der vordere Dorsalrand geht dagegen eng gerundet in den Vorderrand über. Hinter- und Vorderrand gehen ohne merkliche Änderung der Krümmung in den Ventralrand über. Die Einbuchtung für den Byssus ist kaum sichtbar. Der innere Gehäuserand der größeren linken Klappe hat eine schwache Zähnelung, die mit den radialen Rippchen korrelieren. Der Innenrand der kleineren rechten Klappe ist dagegen glatt. 
Das Schloss ist taxodont, die Schlossplatte gebogen. Die fünf sehr schwach ausgebildeten Zähnchen im vorderen Teil stehen schief, die bis zu fünf Zähnchen im hinteren Teil sind annähernd parallel zum Dorsalrand angeordnet. 
Die weißliche durchscheinende Schale ist dünn und zerbrechlich. Die feine und schwache Ornamentierung besteht aus feinen radialen und dicht stehenden Linien, die etwas kräftiger sind als die feinen konzentrischen Anwachsstreifen. Auf der kleineren rechten Klappe ist die Ornamentierung etwas stärker ausgeprägt. Das Periostracum ist hellstrohfarben und zu sehr kurzen Borsten ausgezogen, die im Wesentlichen radial angeordnet sind. Die innere Gehäuserand ist bei der größeren, linken Klappe schwach gezähnelt, bei der kleineren rechten Klappe dagegen glatt.
Die Muskelansatzstellen sind nur undeutlich zu sehen. Von den zwei Schließmuskeln ist der vordere Schließmuskel geringfügig kleiner als der hintere Schließmuskel. Die Mantellinie ist ganzrandig ohne Einbuchtung.

## Geographische Verbreitung, Lebensweise und Lebensraum
Das Verbreitungsgebiet von Bathyarca frielei reicht im östlichen Nordatlantik von der Arktis bis auf die Höhe von Nordafrika. Sie dringt auch in das Mittelmeer vor. Sie kommt dort in zwischen 18 und 2814 Meter Wassertiefe in etwas gröberen Sedimenten vor.

## Taxonomie
Das Taxon wurde von Herman Friele erstmals als Arca frielei beschrieben. Eine weitere Beschreibung durch denselben Autor liegt aus dem Jahr 1901 vor. Er schrieb den Namen John Gwyn Jeffreys, obwohl aus der Erstbeschreibung nicht ersichtlich ist, welchen Beitrag Jeffreys und (ob überhaupt etwas) zur Erstbeschreibung beigesteuert hat. Der Erstautor ist daher Herman Friele. Die Art wird heute in die Gattung Bathyarca Kobelt, 1891 gestellt. Das World Register of Marine Species verzeichnet nur ein Synonym: Arca pectunculoides crenulata Verrill, 1882.

## Belege

### Online
- Marine Bivalve Shells of the British Isles: Bathyarca frielei (Friele, 1877) (Website des National Museum Wales, Department of Natural Sciences, Cardiff)